# Eva de Briouze
Eva de Briouze (auch Eva de Braose) (* vor 1230; † zwischen 20. Juli und 28. Juli 1255) war eine englische Adlige.

## Leben
Eva de Briouze entstammte der anglonormannischen Familie Braose. Sie war eine Tochter des Marcher Lords William de Briouze und von dessen Frau Eva Marshal, einer Tochter von William Marshal, 1. Earl of Pembroke und dessen Frau Isabel de Clare. Ihr Vater wurde 1230 vom walisischen Fürsten Llywelyn ab Iorwerth hingerichtet, da er angeblich eine Affäre mit Llywelyns Frau hatte. Da ihr Vater keine männlichen Nachkommen hinterließ, wurde Eva zusammen mit ihren drei Schwestern eine der Erbinnen der Besitzungen ihres Vaters, ihr Erbteil war die Honour of Abergavenny in Südwales sowie die Hälfte der Honour of Totnes in Devon. 1238 konnte der Baron William II de Cantilupe die Vormundschaft von Eva sowie das Recht, sie zu verheiraten vom König erwerben. Cantilupe verheiratete sie im Juli 1241 mit seinem Sohn William III de Cantilupe. Ende 1245 starb Anselm Marshal, 6. Earl of Pembroke, der letzte überlebende Bruder ihrer Mutter Eva Marshal. Da er wie seine Brüder kinderlos gestorben war und auch Evas Mutter bereits gestorben war, wurde sie nun eine Miterbin der umfangreichen Besitzungen der Familie Marshal. Nach der Aufteilung des Erbes erhielt sie weitere Güter in den Welsh Marches und in Südwestengland.
Sie starb nur wenige Monate nach ihrem Mann, der 1254 starb. Mit ihm hatte sie mehrere Kinder, darunter zwei Töchter und einen Sohn:
- Millicent de Cantilupe († 1298/99)

1. ⚭ John de Montalt
2. ⚭ Eudo de la Zouche († 1279)

- Joan de Cantilupe († 1271) ⚭ Henry Hastings
- George de Cantilupe (1251–1273)

Ihr Erbe wurde ihr Sohn George. Als dieser jedoch 1273 kinderlos starb, wurde ihr Erbe zwischen ihren beiden Töchtern bzw. deren Erben aufgeteilt. John Hastings, der älteste Sohn ihrer Tochter Joan, erbte Abergavenny, während ihre Tochter Millicent die Besitzungen in Südwestengland erbte. Ihr Erbe wurde ihr Sohn William Zouche († 1352).